# 클리포즈 리얼리 빅 무비
클리포즈 리얼리 빅 무비(Clifford's Really Big Movie)는 미국에서 제작된 로버트 C. 라미레즈 감독의 2004년 가족 영화이다. 존 리터 등이 주연으로 출연하였고 데보라 포트 등이 제작에 참여하였다.

## 출연

### 주연
- 존 리터
- 웨인 브래디

### 조연
- 그레이 딜라일
- 제나 엘프만
- 존 굿맨
- 제스 하넬

## 제작진
- 미술: 마이클 험프리즈
- 배역: 메리 히달고